# Dora 2022
La ventitreesima edizione di Dora si è svolta il 19 febbraio 2022 presso la Marino Cvetković Hall di Abbazia e ha selezionato il rappresentante della Croazia all'Eurovision Song Contest 2022.
La vincitrice è stata Mia Dimšić con Guilty Pleasure.

## Organizzazione
Il 13 settembre 2021 l'emittente radiotelevisiva croata Hrvatska radiotelevizija (HRT) ha confermato la partecipazione del paese all'Eurovision Song Contest 2022 a Torino e il ritorno del festival Dora come metodo di selezione del proprio rappresentante.
Il festival si è tenuto, come l'edizione precedente, in una sola serata, il 19 febbraio 2022 alla Marino Cvetković Hall di Abbazia. Il voto combinato di giuria e pubblico ha decretato il vincitore fra i 14 partecipanti.

## Partecipanti
HRT ha accettato proposte fra il 27 ottobre e il 12 dicembre 2021. Una giuria composta da Željko Mesar, Zlatko Turkalj, Robert Urlić, Antonela Doko e Aljoša Šerić ha selezionato i finalisti fra le 184 canzoni ricevute, in aumento rispetto all'edizione precedente. L'emittente ha rivelato i nomi dei 14 partecipanti e i titoli dei rispettivi brani il successivo 17 dicembre; quattro brani di riserva sono stati aggiunti alla lista nel caso alcuni dei finalisti non sia in grado di partecipare.
| Artista          | Brano                   | Lingua          | Musica (m) e testo (t)                                                                                           |
| ---------------- | ----------------------- | --------------- | --- |
| Bernarda         | Here for Love           | Inglese         | Bernarda Brunović (m & t), Adriana Pupavac, Andreas Björkman, Karl Persson, Jonas Ekdahl (m), Aidan O'Connor (t) |
| Elis Lovrić      | No War                  | Croato, inglese | Anthony Kukuljan (m & t), Elis Lovrić (t)                                                                        |
| Ella Orešković   | If You Go Away          | Inglese         | Sinisa Reljić (m & t)                                                                                            |
| Erik Vidović     | I Found You             | Inglese         | Erik Vidović (m & t), Filip Vidović, Gordan Dragić (m)                                                           |
| Jessa            | My Next Mistake         | Inglese         | Jessica Atlić-McColgan (m & t), Silvio Pasarić (m)                                                               |
| Marko Bošnjak    | Moli za nas             | Croato          | Vlaho Arbulić (m & t)                                                                                            |
| Mia Dimšić       | Guilty Pleasure         | Inglese         | Mia Dimšić, Vjekoslav Dimter, Damir Bačić (m & t)                                                                |
| Mia Negovetić    | Forgive Me (Oprosti)    | Inglese, croato | Andreas Stone Johansson, Denniz Jamm, Mia Negovetić, Laurell Barker (m & t)                                      |
| Mila Elegović    | Ljubav                  | Croato          | Bruno Krajcar (m & t)                                                                                            |
| Roko Vušković    | Malo kasnije            | Croato          | Roko Vušković (m & t), Predrag Martinjak (m)                                                                     |
| Tia              | Voli me do neba         | Croato          | Vlaho Arbulić (m & t)                                                                                            |
| Tina Vukov       | Hideout                 | Inglese         | Rejhan Okanović, Tomislav Gojanović (m), Tomislav Gojanović, Josipa Vujević (t)                                  |
| ToMa             | In the Darkness         | Inglese         | Adriana Pupavac, Andreas Björkman, Tomislav Marić (m), Aidan O'Connor, Tomislav Marić (t)                        |
| Zdenka Kovačiček | Stay on the Bright Side | Inglese         | Adi Karas (m & t)                                                                                                |

Brani di riserva
| Artista               | Brano     | Lingua  | Musica (m) e testo (t)                                            |
| --------------------- | --------- | ------- | ----------------------------------------------------------------- |
| Karlo Vudrić          | 3AM       | Inglese | Karlo Vudrić (m & t)                                              |
| Stella Scholaja       | Ghost     | Inglese | Stella Scholaja (m & t)                                           |
| Totalni Optimizam     | What If   | Inglese | Marko Mihaljević (m & t), Neil Patrick O'Hagan (t)                |
| Vlatka Burić Dujmović | Gladiator | Inglese | Ronny Svendson, Anne Judith Stokke Wik, Nermin Harambašić (m & t) |

## Finale
La finale si è tenuta il 19 febbraio 2022 presso la Marino Cvetković Hall di Abbazia. L'ordine di uscita è stato reso noto il 24 gennaio 2022.
Mia Dimšić è stata proclamata vincitrice triofando sia nel televoto che nel voto della giuria.
| #  | Artista          | Titolo                  | Punteggio | Punteggio | Punteggio | Punteggio | Posizione |
| #  | Artista          | Titolo                  | Giuria    | Televoto  | Televoto  | Totale    | Posizione |
| -- | ---------------- | ----------------------- | --------- | --------- | --------- | --------- | --------- |
| 1  | Mila Elegović    | Ljubav                  | 3         | 1 391     | 12        | 15        | 14        |
| 2  | Mia Negovetić    | Forgive Me (Oprosti)    | 81        | 7 504     | 60        | 141       | 3         |
| 3  | Marko Bošnjak    | Moli za nas             | 71        | 13 503    | 108       | 179       | 2         |
| 4  | Jesse            | My Next Mistake         | 8         | 1 126     | 9         | 17        | 12        |
| 5  | Zdenka Kovačiček | Stay on the Bright Side | 31        | 2 503     | 20        | 51        | 9         |
| 6  | Tina Vukov       | Hideout                 | 33        | 2 856     | 23        | 56        | 8         |
| 7  | Roko Vušković    | Malo kasnije            | 8         | 1 073     | 9         | 17        | 13        |
| 8  | Bernarda         | Here for Love           | 64        | 5 911     | 47        | 111       | 4         |
| 9  | Erik Vidović     | I Found You             | 59        | 5 407     | 43        | 102       | 5         |
| 10 | ToMa             | In the Darkness         | 43        | 3 059     | 25        | 68        | 7         |
| 11 | Elis Lovrić      | No War                  | 64        | 3 732     | 30        | 94        | 6         |
| 12 | Ella Orešković   | If You Go Away          | 11        | 2 109     | 17        | 28        | 10        |
| 13 | Tia              | Voli me do neba         | 13        | 1 357     | 11        | v         | 11        |
| 14 | Mia Dimšić       | Guilty Pleasure         | 91        | 20 659    | 166       | 257       | 1         |

| Brano                   | Zagabria | Vukovar | Čakovec e Varaždin | Fiume | Pola | Osijek | Zara | Tenin e Sebenico | Spalato | Ragusa | Totale |
| ----------------------- | -------- | ------- | ------------------ | ----- | ---- | ------ | ---- | ---------------- | ------- | ------ | ------ |
| Ljubav                  | 2        |         |                    |       | 1    |        |      |                  |         |        | 3      |
| Forgive Me (Oprosti)    | 6        | 10      | 5                  | 7     | 6    | 6      | 12   | 12               | 10      | 7      | 81     |
| Moli za nas             | 10       | 12      | 7                  | 2     | 4    | 8      | 2    | 8                | 12      | 6      | 71     |
| My Next Mistake         |          |         |                    |       | 2    |        | 3    |                  | 3       |        | 8      |
| Stay on the Bright Side |          | 3       | 4                  | 3     | 5    | 2      | 5    | 4                |         | 5      | 31     |
| Hideout                 | 5        | 1       |                    | 6     | 3    | 7      | 1    | 5                | 1       | 4      | 33     |
| Malo kasnije            |          | 5       |                    |       |      |        |      | 1                |         | 2      | 8      |
| Here for Love           | 7        | 6       | 6                  | 12    | 7    | 1      | 8    | 7                | 7       | 3      | 64     |
| I Found You             | 3        | 4       | 3                  | 10    | 12   |        | 6    | 3                | 6       | 12     | 59     |
| In the Darkness         | 12       | 7       | 8                  | 4     |      | 4      | 4    |                  | 4       |        | 43     |
| No War                  | 1        | 2       | 10                 | 5     | 8    | 10     | 10   | 6                | 2       | 10     | 64     |
| If You Go Away          |          |         | 2                  | 1     |      | 3      |      |                  | 5       |        | 11     |
| Voli me do neba         | 4        |         | 1                  |       |      | 5      |      | 2                |         | 1      | 13     |
| Guilty Pleasure         | 8        | 8       | 12                 | 8     | 10   | 12     | 7    | 10               | 8       | 8      | 91     |